# 香港仔工業學校
香港仔工業學校（英語：Aberdeen Technical School），簡稱香工和ATS，是香港一所天主教教津貼寄宿男中學，前稱香港仔兒童工藝院，現在為一所以提供科學和科技課程為主的中學，由慈幼會創辦。另外，80多年歷史的舊翼校舍為香港三級歷史建築。學校於2006年起加建新翼。2012年，學校重辦寄宿服務。

## 校政管理
歷任校監
- 1935年至1941年：金以義 神父（Rev. Fr. V. Bernardini S.D.B.）
- 1941年至1945年12月：賀其義 神父（Rev. Fr. W. Haughey S.D.B.）
- 1945年12月至1949年1月：金以義 神父
- 1949年1月至1952年1月：羅志賢 神父（Rev. Fr. Roozen S.D.B. , K.O.N）
- 1952年10月至1955年：杜希賢 神父（Rev. Fr. B. Tohill S.D.B.）
- 1955年至1961年：邱心源 神父（Rev. Fr. R. Haselsteiner S.D.B.）
- 1961年至1967年：華近禮 神父（Rev. Fr. D. Martin S.D.B.）
- 1967年至1970年：梁澤民 神父（Rev. Fr. J. Leung S.D.B.）
- 1970年至1973年：王若翰 神父（Rev. Fr. J. B. Wan S.D.B.）
- 1973年至1979年：謝家賢 神父（Rev. Fr. F. Che, S.D.B.）
- 1979年至1980年：金充威 神父（Rev. Fr. M. King S.D.B.）
- 1980年至1986年：劉戩雄 神父（Rev. Fr. J. Lau S.D.B.）
- 1986年至1989年：陳日君 樞機
- 1989年至1995年：劉戩雄 神父
- 1995年至2004年：袁鶴清 神父（Rev. Fr. S. Yuan S.D.B.）
- 2004年至2012年：黃光照 神父（Rev. Fr. Wong S.D.B.）
- 2012年至今：林仲偉 神父（Rev. Fr. S. Lam S.D.B.）

歷任校長
- 1935年至1941年：金以義 神父[3]
- 1941年至1945年12月：賀其義 神父
- 1945年12月至1949年1月：金以義 神父[3]
- 1949年1月至1952年1月：羅志賢 神父
- 1952年10月至1955年：杜希賢 神父
- 1955年至1961年：邱心源 神父
- 1961年至1967年：華近禮 神父
- 1967年至1970年：梁澤民 神父[4]
- 1970年至1973年：王若翰 神父
- 1973年至1976年：黃建國 修士
- 1976年至1979年：黃建軍 修士
- 1979年至1980年：謝家賢 神父
- 1980年至1983年：陳耀林 修士
- 1983年至1986年：黃建國 神父
- 1986年至1995年：胡德賢 修士
- 1995年至1996年：李益橋 神父
- 1996年至1998年：盧榮德 修士
- 1998年至2000年：李益橋 神父
- 2000年至2016年：余立勳 先生
- 2016年至2018年：黃振裘 先生[5]
- 2018年至今：沈明輝 先生

歷任副校長
- 李劍華 先生[6]
- 鄺志恆 先生[2]
- 區嘉寧 先生[2]
- 李慶堯 先生[2]
- 余世文 先生
- 陳以信 先生

## 校徽與校訓
香港仔工業學校校徽底色純白象徵要身心純潔，中央紅色十字架代表耶穌基督的犧牲和服務精神，而齒輪則代表工業。該校校訓為「勤業明道」（拉丁語：Opus Justi Ad Vitam，來自聖經的箴言第10章16節。因為拉丁語並沒有字母J，校訓的拉丁語正確寫法應是Opus Iusti Ad Vitam），寓意每一位學生都是由聖母瑪利亞親自帶進學校。

## 學校歷史

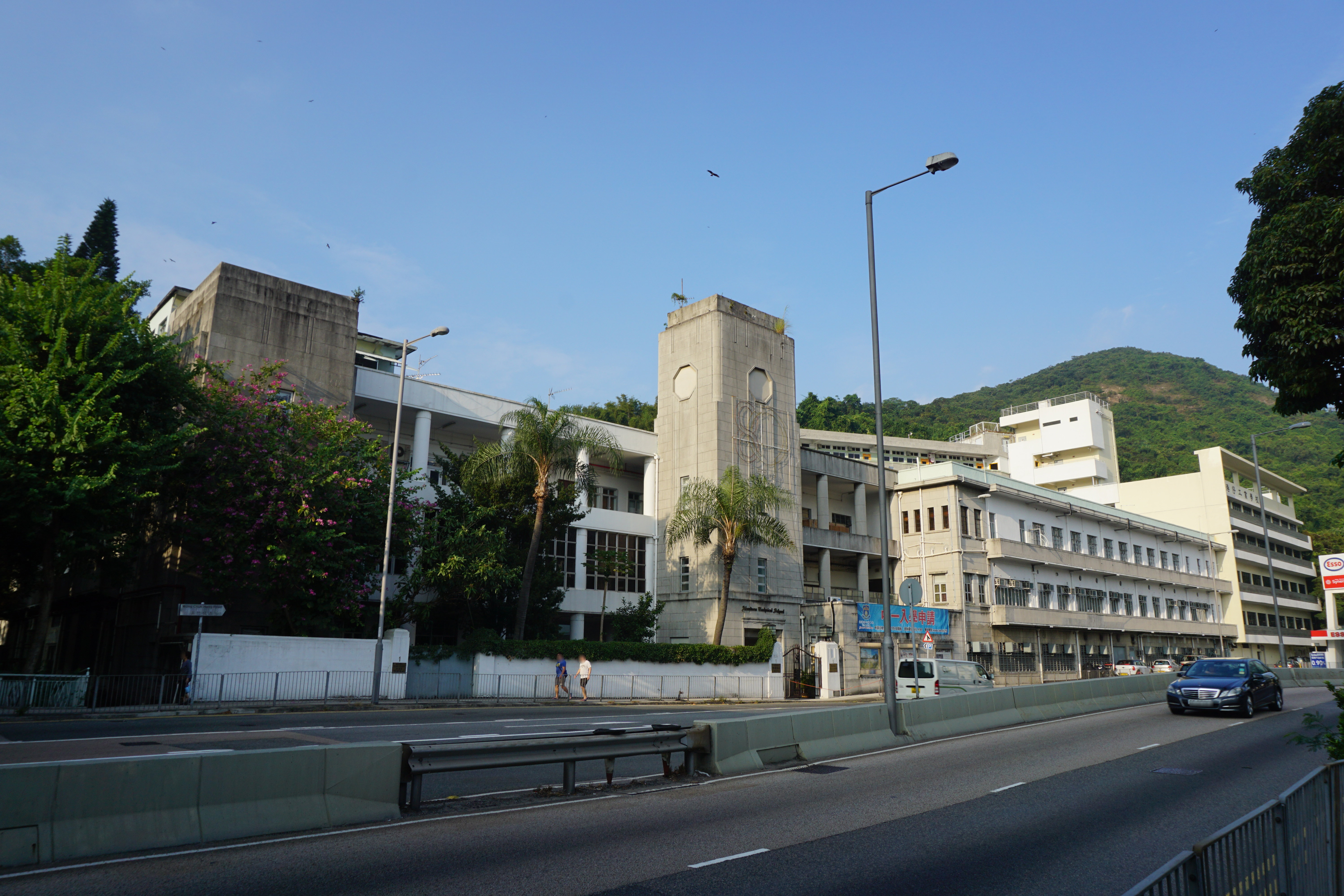
香港仔工業學校全貌

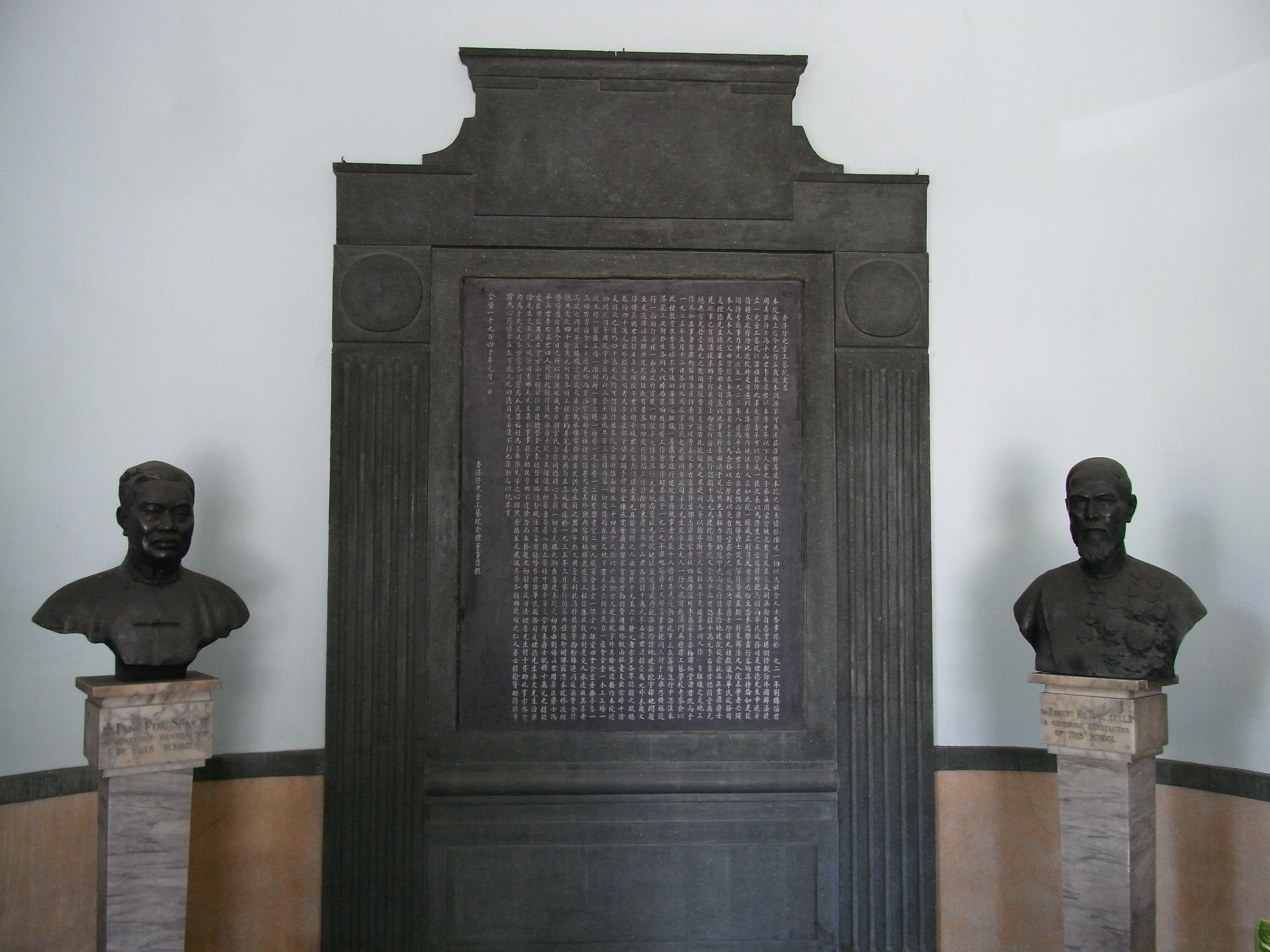
香港仔兒童工藝院歷史碑牌

香港仔工業學校原名為香港仔兒童工藝院（英語：Aberdeen Industrial School），1921年由鄧肇堅、周峻年及一班人士合共捐出40萬港元作為興建校舍之用，院舍自1932年開始動工，至1935年落成，交由天主教鮑思高慈幼會管理，香港總督貝璐爵士於3月26日主持開幕禮，為鮑思高慈幼會在港興辦的第二所修院學校，主要為區內失學青年提供工藝訓練（皮革、裁縫、木工、機械）。該校校園所在地位於涌尾，前身為大成紙廠。1935至1990年提供寄宿服務（除中一至中五工藝生外，更有小五至小六讀書生），早期入讀該校之學生皆需要寄宿，直至八十年代初期才改由選擇性寄宿。惟因學生人數大增，加上香港南區的交通網絡大幅改善，辦學團體決定停辦寄宿服務。在第二次世界大戰前，該校於1940年6月被徵用作為英國皇家海軍總部及志願部隊之基地，1941年12月改為英國皇家海軍傷兵輔助醫院，香港日佔時期，即1942年1月則被日軍徵用作駐守基地，直到1945年日本投降為止。
由於校方有感時代變遷，且所收取學生質素亦不斷提高，故在1952年3月將名稱更改為香港仔工業學校（英語：Aberdeen Trade School），1957年8月再把英文校名更改為 Aberdeen Technical School，學校性質亦於1957年9月由主要向青少年提供工藝訓練改變為一所英文工業中學（下設小學），課程除保留工藝科目外，其他科目與一般英文文法中學（理科）無異。當時編制上分為木工科、電機工程科、機械工程科、英文小學部以及英文中學部，前三者為工業證書課程，後二者則為六年制小學及五年制中學課程。1962年5月，校方首次參加香港中學會考，其中1963年香港中學會考成績是當年香港唯一一所英文中學取得100%合格；1984年4月首次派學生參加香港高級程度會考（1982年9月開辦預科）。期間學校於1969年轉為政府津貼學校，1978年停辦小學部。
於1960年代，香港仔工業學校以收生要求嚴謹而聞名，且學生公開試成績、校際足球及音樂比賽皆成績優異。從香港仔工業學校七十年代校刊資料所得，學生每年全科會考合格率平均達95%以上，數理科優良率（A-C）平均達70%以上。 七十年代中期，香港仔工業學校改變資助模式，正式成為一所政府津貼學校。收生亦從全部自行收生的方式，轉變為以中央派位為主的模式。八十年代初，香港仔工業學校擴建校舍和逐步擴班，從小五至中五的13班，更改至中一至中七共29班，擴班工作於1983年完成。而秉承天主教慈幼會的傳統，學校於2012-2013年度重辦寄宿服務。宿舍位於學校校舍A座2樓，並於2021年在杜德樓開設明道堂，合共150位宿位。重辦寄宿部的原因出於南區學生人數減少，而且學生對寄宿生活的需求增加。

## 其他資料
香港仔工業學校，曾是電影《男人四十》及《小小小警察》、無綫電視劇集《誓不低頭》及《我本善良》（第21集）製作組的取景地點。另外，李克勤《此情此境》唱片封面、香港電台節目「鐵窗邊緣」第一集以及香港男子組合MIRROR聖誕歌曲《12》的音樂錄像也曾於香港仔工業學校取景。運動方面，郭家明是該校1970年代足球校隊教練。
現時香港仔警署本為香港仔工業學校的菜田，1968年被政府收回土地用來興建。及後政府為了興建鴨脷洲橋迴旋處，因此收回學校大操場用地。

## 校舍組成
香港仔工業學校全校共分四座：即A、T及S座和杜德樓：

- A座：包括學校正門入口、神長宿舍、校務處、禮堂、考試室、實驗室、視覺藝術室、工場等等、寄宿大樓。
- T座：中一至中六課室，體適能訓練中心
- S座：各特別用途室，如工場、圖書館、電腦室、視藝室、地理室、香工studio。
- 杜德樓：1955年8月落成[2]，為香工槍研會活動地方、歷奇活動地方、寄宿部分

因應第二次世界大戰結束後學位需求增加，校方自1964年起展開擴建校舍工程，1966年由時任華民政務司麥道軻主持新校舍奠基禮。當1980年完成第一座六層高教學樓未幾，校方邀得胡振中主教主持新校舍開幕祝聖儀式，李福俅主持開幕禮。原來寄宿部的所在地也曾於1990年之後改建為教員室及鮑思高青年中心。及至2003年12月，該校參與第五期校舍改善工程，先把部分校舍拆卸，繼而改建為一座樓高四層的新校舍，2006年竣工，由時任慈幼會中華會省省會長林仲偉神父主持新校舍祝聖及開幕儀式。

## 班級編制
2022-2023年度，該校共開設18班，架構如下：
| 級別 | 中一 | 中二 | 中三 | 中四 | 中五 | 中六 |
| ---- | ---- | ---- | ---- | ---- | ---- | ---- |
| 班數 | 3    | 3    | 3    | 3    | 3    | 3    |
| 人數 | 60   | 60   | 60   | 50   | 50   | 50   |

2013-2014年度，該校共開設20班，架構如下：
| 級別 | 中一 | 中二 | 中三 | 中四 | 中五 | 中六 |
| ---- | ---- | ---- | ---- | ---- | ---- | ---- |
| 班數 | 3    | 3    | 3    | 3    | 4    | 4    |
| 人數 | 42   | 60   | 50   | 90   | 110  | 120  |

2012-2013年度，該校共開設22班，架構如下：
| 級別 | 中一 | 中二 | 中三 | 中四 | 中五 | 中六 |
| ---- | ---- | ---- | ---- | ---- | ---- | ---- |
| 班數 | 3    | 3    | 3    | 4    | 4    | 5    |
| 人數 | 60   | 50   | 90   | 110  | 120  | 160  |

## 學生組織
香港仔工業學校學生會採用內閣制，每屆內閣任期由該年度交職儀式舉行後至下年度新一任幹事會就職為止，整個循環為一個學生會年度。學生會務除了爭取校內外福利，亦開始開設物資借用站，以及積極參與聯校活動，提升香工在學界交際的參與度。一切選舉均由教師學生會籌選小組負責籌辦。根據既定機制，若參選內閣無法即時確認當選，不需要舉行二次選舉。若於第一次選舉，無法選出內閣擔任學生會，該年度便會出現學生內部事由班代表擔任的情況。
截至2022-23年度，經過55屆選舉，共53屆內閣獲選任學生會。歷屆學生會內閣如下2010年代未（2019年之前）的內閣不包括在內。
| 屆份 | 任職年份  | 當選内閣名稱及狀況 |
| ---- | --------- | ------------------ |
| 51   | 2019-2020 | S.T.A.R            |
| 52   | 2020-2021 | S.T.A.R.2.0        |
| 53   | 2021-2022 | PIE                |
| 54   | 2022-2023 | 班代表             |
| 55   | 2023-2024 | Rhapsody           |

## 著名教職員
- 梁耀忠：前立法會和葵青區議會議員（任教高中數學科，直至2013年退休）[12]

## 著名/傑出校友
政治、商業、工程界
- 鄧觀瑤：前香港生產力促進局總裁
- 蘇震西：澳洲墨爾本第 102、103 任市長（1962年機械部工業初級文憑甲等畢業[13]、1964年中五[14]）
- 麥紹棠：歌星麥浚龍父親、香港中建電訊主席
- 雲大棉：前全國政協委員
- 張志剛：香港工程師學會會長
- 陳永錕：建滔集團董事總經理及創辦人（1965年中五）[2]
- 孔令洋：前台灣國立成功大學電機研究所教授
- 錢玉麟：香港大學工程學院副院長

藝術、教育、文化界
- 茹國烈：西九管理局表演藝術行政總監（小五至中三）[15]
- 張冠榮：九龍鄧鏡波學校校監（1963年中五及電機部工業技術文憑）[16]
- 黃建國：前聖安多尼堂主任司鐸、前香港仔工業學校及鄧鏡波學校校長
- 林盛斌：藝人、司儀[17]
- 李華新：大埔公立學校及前南元朗官立小學校長（1950年畢業）
- 黃寶琳：明愛莊月明中學校監、前明愛柴灣馬登基金中學校長
- 范錦平：前香港基本法推介聯席會議副主席、前林大輝中學校長（1963年中五及電機部工業技術文憑）[16][18]
- 余立勳：前香港仔工業學校及聖類斯中學校長[2]
- 李劍華：前天主教普照中學校長（小五至中五）[19]
- 宋雲龍：郭怡雅神父紀念學校校監[20]
- 左旭華：玫瑰崗學校校監（小五至中五）[21]
- 尹慶源，MBE，BBS：棉紡會中學首任校長（1952年畢業）
- 鄧偉賢：香港專業教育學院沙田分校工程系系主任
- 羅國治：香港交響樂團音樂總監及駐團指揮、數碼交響樂團音樂總監及創辦人以及香港交響樂協會音樂總監[22]
- 吳志源：前任慈幼會中華會省會長

體育、學術、專業界
- 李偉文：香港足球代表隊
- 李展偉：安永會計師事務所合伙人
- 胡文翰：HKJunkCall.com 創辦人

## 外部連結
- 香港仔工業學校 （页面存档备份，存于）